# Wilhelm Diepenbach
Wilhelm Albert Diepenbach (* 21. Juni 1887 in Mainz; † 19. Juni 1961 ebenda) war ein deutscher Archivar, Bibliothekar und Historiker.

## Leben
Diepenbach besuchte das Alte Gymnasium in Mainz, wo er 1905 sein Abitur ablegte. Danach studierte er an den Universitäten in Heidelberg, Bonn, Lausanne, Straßburg und Gießen Rechtswissenschaften, Geschichte, Germanistik, Klassische Philologie und Kunstgeschichte. Am 1. Oktober 1913 war er Lehramtsreferendar, zwei Jahre später Assessor. 1919 setzte er seine wissenschaftliche Karriere an der Universität Gießen fort. Dort promovierte er am 23. Mai 1921 bei Anton Friedrich Vigener zum Dr. phil.
1915 wurde Diepenbach Leiter des Münzkabinetts der Stadtbibliothek Mainz. Am 16. April 1919 trat Diepenbach in der Stadtbibliothek Mainz das Amt des Hilfsbibliothekars an. Ein Jahr später wurde er dort bereits als Bibliothekar geführt. Am 1. Juni 1925 erhielt Diepenbach den Titel eines Oberarchivars und wurde sechs Jahre später zum Oberarchivrat ernannt. Bereits 1929 übernahm er das Amt des stellvertretenden Direktors der Stadtbibliothek Mainz. Am 1. Juli 1950 wurde ihm in Nachfolge seines Vorgängers Aloys Ruppel das Amt des Direktors von Stadtbibliothek und Stadtarchiv übertragen. Diepenbach leitete beide Einrichtungen bis zu seiner Pensionierung am 30. Juni 1956.
Ein Schwerpunkt seiner wissenschaftlichen Tätigkeit war zu Beginn seiner Tätigkeit die erstmalige Ordnung und Betreuung des Münzkabinetts.

## Schriften (Auswahl)
- „Palatium“ in spätrömischer und fränkischer Zeit. Schneider, Mainz 1921, (Gießen, Universität, Dissertation, vom 23. Mai 1921).
- Die Geschichte des Münzkabinetts der Stadt Mainz. In: Mitteilungen für Münzsammler. Bd. 3, H. 21/23, 1925, ZDB-ID 342929-5.
- Mainzer Kriegs-, Belagerungs- und Notgeld aus drei Jahrhunderten. In: Heinrich Wothe (Hrsg.): Rheinhessen. Ein Heimatbuch. Band 3: Eine Festgabe zur Befreiung der Rheinlande 1930. Falk, Mainz 1930, S. 44–57.
- als Herausgeber: Das Mainzer Münzkabinett. 1784–1934. Beiträge zur mittelrheinischen Münz- und Wappenkunde. Festschrift. Numismatische Gesellschaft Wiesbaden-Mainz u. a., Mainz u. a. 1934.
- Wilhelm Diepenbach: Die Mainzer Kurfürsten. 24 Bände. Herausgegeben von Carl Stenz. Kirchheim, Mainz 1935.
- Die topographische Entwicklung von Mainz und das Stadtbild im Jahre 1848. In: Ludwig Lenhart (Hrsg.): Idee, Gestalt und Gestalter des ersten deutschen Katholikentages in Mainz 1848. Kirchheim, Mainz 1948, S. 64–91.